# Samochód elektryczny

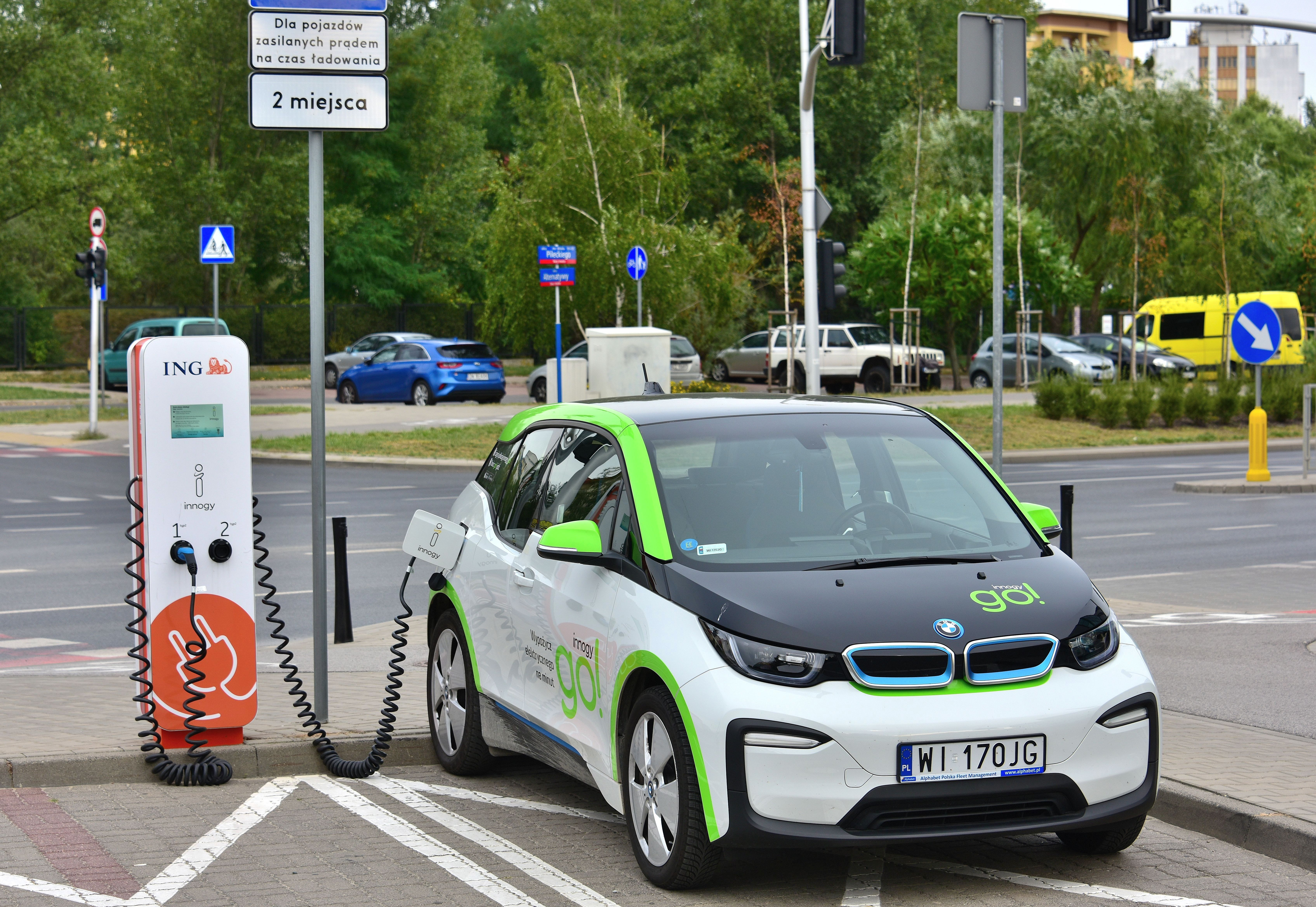
Samochód elektryczny podczas ładowania

Samochód elektryczny – nazwa grupy samochodów, wg polskiego prawa pojazd samochodowy, który jednocześnie należy do klasy pojazdów elektrycznych, co oznacza, że do wprawiania samochodu w ruch wykorzystywany jest jeden lub więcej silników elektrycznych, przy czym napęd ten stanowi napęd główny lub wspomagający.

## Typy samochodów elektrycznych
Samochód elektryczny to właściwie termin zbiorczy. W rzeczywistości istnieje kilka rodzajów samochodów elektrycznych. Wszystkie wykorzystują energię elektryczną przynajmniej do części swojej pracy. Najczęściej wymieniane typy samochodów elektrycznych:
- Pojazdy elektryczne z napędem akumulatorowym (BEV, EV) – zasilane akumulatorami elektrycznymi. Pojazdy typu BEV nie emitują spalin z rury wydechowej i nie mają silnika spalinowego[9][10];
- Pojazd elektryczny o zwiększonym zasięgu (EREV, REEV) – ma dodatkową jednostkę napędową (zwaną przedłużaczem zasięgu); W większości jest to mały silniki spalinowy, które napędza generator elektryczny, dostarczając energię elektryczną do akumulatorów elektrycznych i silnika[10].
- Neighborhood Electric Vehicle (NEV) – kategoria pojazdów elektrycznych w Stanach Zjednoczonych, zasilanych akumulatorami, które są zbudowane tak, aby miały prędkość maksymalną 25 mil/h (≈ 40 km/h); W większości stanów, pojazdy NEV są ograniczone do jazdy po drogach z ograniczeniem prędkości do 35 mil/h (≈56 km/h) lub mniej. Niektóre stany zezwalają pojazdom NEV na jazdę po drogach z ograniczeniami prędkości do 45 mil/h (≈72 km/h) lub mniej[11][12];
- Hybrydowe pojazdy elektryczne (HEV) / Hybryda konwencjonalna[3] – posiadają zarówno silnik spalinowy, jak i silnik elektryczny, który wspomaga napęd spalinowy tylko przy niskich prędkościach. Akumulator jest ładowany przez silnik spalinowy lub poprzez rekuperację podczas hamowania[9][10];
- Hybrydowe pojazdy elektryczne typu plug-in (PHEV) / Hybryda Plug-in[3] – napędzane zarówno silnikiem elektrycznym, jak i małym silnikiem spalinowym. Mają w pełni elektryczny zasięg od 20 do 60 mil i można je ładować na stacji ładowania[9][10];
- Miękka hybryda (MHEV – Mild Hybrid Electric Vehicle) – samochód hybrydowy, który nie ma możliwości jazdy wyłącznie z użyciem energii elektrycznej[13][14];
- Pojazdy elektryczne napędzane ogniwami paliwowymi (FCEV) – wykorzystują silniki elektryczne. Energia elektryczna jest wytwarzana w ogniwach paliwowych i może być przechowywana w małym akumulatorze buforowym. Pojazdy napędzane ogniwami paliwowymi wymagają wodoru (sprężonego w zbiornikach) jako paliwa[9][10];

|                                                | BEV                                                     | FCEV            | HEV                    | PHEV                                                                    | EREV (Pojazd elektryczny)                                               |
| ---------------------------------------------- | ------------------------------------------------------- | --------------- | ---------------------- | ----------------------------------------------------------------------- | ----------------------------------------------------------------------- |
| Podłączenie do sieci (wtyczka)                 | Tak                                                     | Nie             | Nie                    | Tak                                                                     | Tak                                                                     |
| Źródło zasilania                               | akumulatory (ładowane w domu lub na stacjach ładowania) | paliwo wodorowe | paliwa kopalne         | paliwa kopalne, akumulatory (ładowane w domu lub na stacjach ładowania) | paliwa kopalne, akumulatory (ładowane w domu lub na stacjach ładowania) |
| Silnik spalinowy lub generator                 | Nie                                                     | Nie             | Tak                    | Tak                                                                     | Tak                                                                     |
| Emisja bezspośrednia                           | brak                                                    | woda            | 0–14 kg CO 2 na 100 km | 0–14 kg CO 2 na 100 km                                                  | 0–14 kg CO 2 na 100 km                                                  |
| Zasięg w pełni elektryczny                     | do 1000 km                                              | do 700 km       | 0–80 km                | 16–80 km                                                                | 16–128 km                                                               |
| Może pracować w trybie całkowicie elektrycznym | Tak                                                     | Tak             | Tak (oprócz MHEV)      | Tak                                                                     | Tak                                                                     |
| Hamowanie regeneracyjne                        | Tak                                                     | Tak             |                        | Tak                                                                     | Tak                                                                     |
| Pojemność baterii                              | 16-150 kWh                                              | 10-17 kWh ^5    | 0,65 – 1,8 kWh         | 4,4 – 34 kWh                                                            | Do 32 kWh                                                               |

## Zasięg
Pierwsze samochody elektryczne nie miały ładowalnych baterii, więc mogły poruszać się tylko na krótkich dystansach. Akumulatory, które można było ładować, pojawiły się w 1859 roku. W 1896 roku, Electrobat, pierwszy komercyjnie opłacalny samochód elektryczny, mógł przejechać 25 mil (około 40 km). Samochód Williama Morrisona z 1890 roku miał zasięg około 50 mil (około 80 km). W latach 50 XX wieku, Exide – firma zajmująca się produkcją akumulatorów – przedstawiła propozycję samochodu, który na jednym ładowaniu przejeżdżał 100 km. Późniejsze samochody elektryczne, takie jak General Motors EV1 z lat 90., miały zasięg od 80 do 100 mil (około 130–160 km) na pakiecie baterii kwasowo-ołowiowych, a samochody z bateriami NiMH mogły przejechać od 70 do 160 mil (około 112–257 km) między ładowaniami. Tesla Motors rozpoczęła produkcję w 2008 roku od modelu Roadster, w którym jako pierwsi umieścili akumulatory litowo-jonowe w samochodzie produkowanym seryjnie, który jako pierwszy osiągał zasięg 200 mil (około 322 km). Tesla Cybertruck ma zapowiadany zasięg na 500 mil (804 km). Zasięgi aut elektrycznych typu BEV/EV po 2020 roku często przekraczają 360 km, a liderzy w rankingu osiągają nawet 540 km zasięgu przy niesprzyjających warunkach (–10 °C i jazda miejska) i nawet 940 km w sprzyjających. ET7 chińskiej marki Nio ma podawany zasięg dochodzący do 1000 km.
Zasięg samochodów elektrycznych jest różny w zależności od stosowanej technologii. Przy technologiach hybrydowych podaje się dodatkowo zasięg na samym akumulatorze (EPA EV), który w przypadku PHEV wynosi średnio 50 km. Zasięg całkowity samochodu elektrycznego EV/ BEV zależy wyłącznie od pojemności użytych w nim akumulatorów. W 2021 zasięgi te były szacowane na średnio 100 mil (160 km), przez co sugerowane były głównie jako auta miejskie. W 2023 większość aut tego typu zasięgiem przekraczało 200 mil (≈322 km), a duża część 300 mil (≈483 km). Pojawienie się samochodów EREV/REEV pozwoliło na wydłużenie zasięgu auta do 500–600 km. Zasięg auta FCEV to około 650 – 700 km.
Przy jeździe wyłącznie z użyciem silnika elektrycznego zasilanego wyłącznie z akumulatora na zasięg ma wpływ 7 głównych czynników: prędkość jazdy, wiatr, obciążenie, przyczepność opon, niska temperatura, klimatyzacja, degradacja akumulatorów. Zmierzone zmniejszenie zasięgu przy jeździe z prędkością ≈120km/h dla modelu Tesla 3 wynosi 15%; Przy temperaturze poniżej –6 °C zasięg może spaść o 12%; Największy spadek zasięgu powoduje używanie ogrzewania i klimatyzacji.

## Producenci
Wśród znanych producentów samochodów elektrycznych znajdują się firmy, których początek ściśle jest związany z drugą falą rozwoju aut elektrycznych po 2000 roku, jak i producenci, którzy wcześniej produkowali auta spalinowe.
Wśród największych producentów według kapitalizacji rynkowej na dzień 22 lutego 2023 r. znajdują się: Tesla, Li Auto, Lucid Motors, NIO, Rivian, Polestar, XPeng, Leapmotor, Fisker, Nikola Corporation.

## Historia

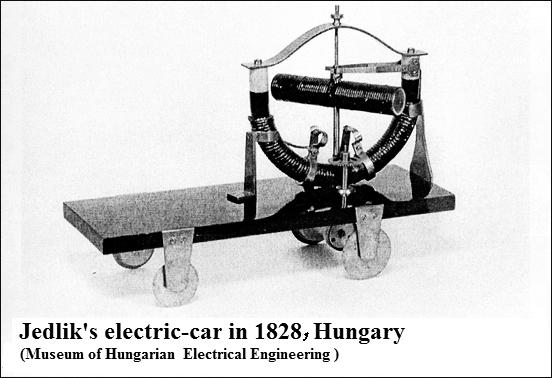
Model Ányosa Jedlika z 1828 roku

Nie jest wskazywany jeden kraj lub osoba jako wynalazca samochodu elektrycznego. Droga do tego wynalazku to seria przełomów w XIX w. – od akumulatora do silnika elektrycznego – które doprowadziły do powstania pierwszego samochodu elektrycznego na drogach.
Pierwsze konstrukcje pojazdów elektrycznych pochodzą z Węgier, Holandii i Stanów Zjednoczonych. W 1828 roku Węgier Ányos Jedlik stworzył zaprojektowany przez siebie silnik elektryczny, a następnie mały model pojazdu elektrycznego napędzany tym silnikiem. W latach pomiędzy 1832 a 1839 Robert Anderson ze Szkocji stworzył prymitywny powóz napędzany elektrycznie przewożący pasażerów. W 1835 roku kolejny mały model pojazdu elektrycznego został zaprojektowany przez profesora chemii i technologii Sibrandusa Stratingha z Groningen w Holandii; Model ten został zbudowany przez jego asystenta Christophera Beckera – ważył niecałe 3 kg, na w pełni naładowanej baterii mógł jeździć przez 20 min i miał udźwig do 1,5 kg. W 1834 roku Thomas Davenport, kowal z Brandon w stanie Vermont, opracował silnik elektryczny, który użył w miniaturowym modelu samochodu w 1936, w którym wykorzystał ogniwa galwaniczne Volty.

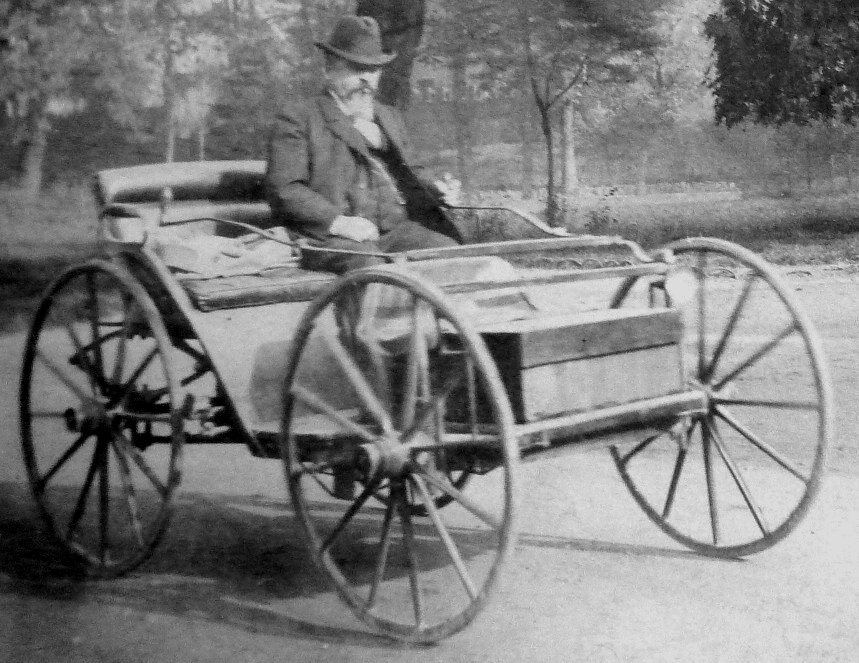
Samochód elektryczny Flocken Elektrowagen z 1900 roku

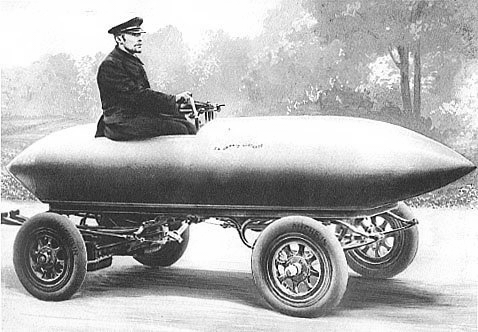
La Jamais Contente. Pierwszy samochód elektryczny, który pokonał prędkość 100 km/h, 1899

Dopiero w drugiej połowie XIX wieku francuscy i angielscy wynalazcy zbudowali jedne z pierwszych praktycznych samochodów elektrycznych. W Wielkiej Brytanii Robert Davidson w 1873 roku zbudował samochód elektryczny, który bywa określany jako pierwszy działający elektryczny pojazd drogowy; Nastąpiło to trzydzieści jeden lat po tym, jak skonstruował lokomotywę elektryczną. Samochód ten był zasilany jednorazowymi bateriami żelazowo-cynkowymi, co powodowało nadmierne koszty eksploatacji i nie nadawał się do eksploatacji przemysłowej. W 1882 roku William Ayrton i John Perry zbudowali lekki elektryczny trójkołowy pojazd napędzany silnikiem o mocy 0,5 koni mechanicznych zasilanym przez 10 ogniw Planté’a. W 1884 roku Thomas Parker zbudował bardziej udany samochód elektryczny, który był zasilany akumulatorami wyprodukowanymi przez jego firmę Elwell-Parker Ltd, która została założona dwa lata wcześniej.
Za pierwszy samochód elektryczny w Stanach Zjednoczonych uznawany jest wynalazek Williama Morrisona z 1890 roku opracowany w Des Moines. Pojazd ten miał moc 4 konie mechaniczne i prędkość maksymalną 32 km/h; 24 ogniwa akumulatora, pozwalały na przejechanie 80 km. Inne samochody w tym czasie miały napędy benzynowe albo parowe.
Pierwsze elektryczne samochody z końca XIX wieku przypominały wyglądem powozy i karety. Rozwijały prędkość do 14,4 km/h, a ich zasięg wynosił 48 km. Wykorzystywano je jako taksówki na ulicach Berlina, Paryża, Moskwy i Petersburga, Nowego Jorku.
We wczesnym okresie przemysłu motoryzacyjnego, aż do około 1920 roku, samochody elektryczne były konkurencyjne w stosunku do samochodów napędzanych ropą naftową i stanowiły znaczny procent wszystkich pojazdów; Szczególnie cenione jako luksusowe samochody do użytku miejskiego i jako ciężarówki do dostaw w ściśle powiązanych punktach, dla których stosunkowo niska prędkość i ograniczony zasięg, aż do naładowania akumulatora, nie były istotne. Na przełomie wieków w samych Stanach Zjednoczonych zarejestrowane były 33 842 pojazdy elektryczne, co stanowiło 38% wszystkich samochodów. Sytuację tę zmienił Model T z 1908 opracowany przez Henriego Forda. Model ten był ponad dwukrotnie tańszy od samochodów elektrycznych. Do 1928 roku Ford sprzedał 15 milionów sztuk modelu. Problemem ówczesnych BEV była również nienadążająca infrastruktura – szybciej dało się wybudować stację benzynową niż stację ładowania, szybsza była także na niej obsługa pojazdu. Do 1935 rynek samochodów elektrycznych praktycznie przestał istnieć.

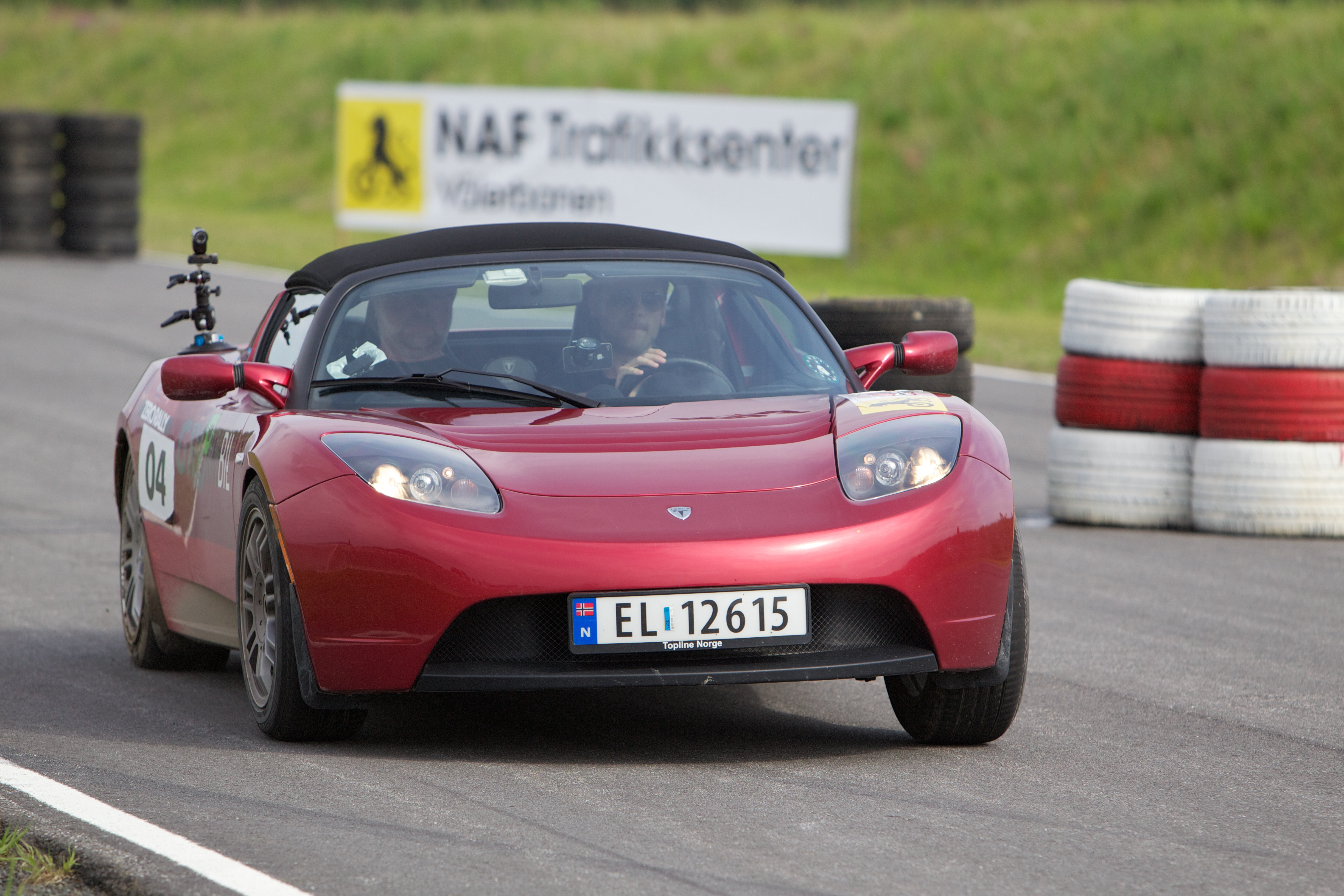
Tesla Roadster pierwszej generacji

Ponowne zainteresowanie samochodami elektrycznymi nastąpiło w latach 70. XX w. na skutek kryzysu naftowego. W 1976 Kongres Stanów Zjednoczonych przyjął ustawę o badaniach i rozwoju pojazdów elektrycznych i hybrydowych, upoważniającą Departament Energii do wspierania badań i rozwoju pojazdów elektrycznych i hybrydowych. Konstrukcje opracowane i wyprodukowane w latach 70. nadal miały wady w porównaniu z samochodami napędzanymi benzyną: miały ograniczone osiągi – zwykle osiągały prędkość 72 km/h – a ich typowy zasięg był ograniczony do 64 km do kolejnego ładowania.
Pierwszym punktem zwrotnym, było wprowadzenie Toyoty Prius w 1997 roku – stał się pierwszym na świecie masowo produkowanym hybrydowym samochodem elektrycznym; Rosnące ceny benzyny i obawy związane z zanieczyszczeniem dwutlenkiem węgla sprawiły, że Prius stał się najlepiej sprzedającą się hybrydą na świecie w ciągu dekady od premiery. Innym wydarzeniem było ogłoszenie w 2006 roku, że mały startup z Doliny Krzemowej, Tesla Motors, rozpocznie produkcję luksusowego elektrycznego samochodu sportowego, który może przejechać ponad 200 mil (322 km) na jednym ładowaniu. Sukces Tesli zachęcił wielu dużych producentów samochodów do przyspieszenia prac nad własnymi pojazdami elektrycznymi.

## Efektywność energetyczna
Silniki spalinowe mają termodynamiczne limity sprawności, wyrażone jako ułamek energii zużytej do napędu pojazdu w porównaniu z energią wytwarzaną przez spalanie paliwa. Silniki benzynowe efektywnie zużywają tylko 15% energii paliwa do poruszania się pojazdem lub do zasilania akcesoriów; silniki wysokoprężne mogą osiągnąć sprawność pokładową na poziomie 20%; Pojazdy elektryczne przetwarzają ponad 77% energii elektrycznej na ruch.
Silniki elektryczne są bardziej wydajne niż silniki spalinowe w przekształcaniu zmagazynowanej energii w napęd pojazdu, ale wydajność ta nie jest równa przy wszystkich prędkościach dlatego niektóre samochody z dwoma silnikami elektrycznymi mają jeden silnik elektryczny z przekładnią zoptymalizowaną pod kątem prędkości miejskich, a drugi silnik elektryczny z przekładnią zoptymalizowaną pod kątem prędkości autostradowych. Elektronika wybiera silnik, który ma najlepszą wydajność dla aktualnej prędkości i przyspieszenia.
Ponadto hamowanie regeneracyjne, które jest najczęściej stosowane w pojazdach elektrycznych, może odzyskać nawet jedną piątą energii normalnie traconej podczas hamowania.

## Kontrowersje

### Pożary aut elektrycznych
Pożary aut elektrycznych stały się bardzo medialnym tematem i trafiają na pierwsze strony. Analiza naukowa National Transportation Safety Board wykazała, że na 100 000 samochodów sprzedanych w każdej kategorii, pojazdy w pełni elektryczne (BEV) miały najmniejszą liczbę pożarów. Pojazdy hybrydowe miały najwyższy współczynnik ryzyka pożaru, a tradycyjne samochody spalinowe znalazły się pośrodku.

#### Statystyki szczegółowe[50]
- samochody hybrydowe – 3475 pożarów na 100 000 sprzedanych pojazdów,

- samochody z silnikiem spalinowym – 1530 pożarów na 100 000 sprzedanych pojazdów,
- samochody elektryczne – 25 pożarów na 100 000 sprzedanych pojazdów.

W Polsce, na 100 000 zarejestrowanych samochodów, średnio pali się ok. 20 aut elektrycznych i 30 aut spalinowych. Pożary dotyczyły w dużej mierze starszych, nawet 20-letnich, importowanych aut elektrycznych.

## Polski samochód elektryczny
W Polsce od lat 70. XX w podejmowane są próby zbudowanie i uruchomienia produkcji polskiego samochodu elektrycznego. Wśród projektów, które nie trafiły do seryjnej produkcji, znalazły się: ELV001, Ursus (Demo Electric Car), Arrinera Electric, Syrena Nixi, Syrena Meluzyna E3, Syrena Meluzyna E5, Ryś 126p, Vosco EV2, iXAR, Clic Energia EV, Nowy Polonez.
W 1977 r. w programie telewizyjnym Sonda została zaprezentowana elektryczna wersja Polskiego Fiata 125p wykonana przez FSO i Instytutu Elektrotechniki. Powstał tylko jeden egzemplarz; Jego zasięg wynosił ok. 80 km i rozwijał maksymalne 75 km/h; Akumulatory trakcyjne, ważyły 670 kg; Auto posiadało system odzyskiwania energii podczas hamowania. Był konstruowany jako pojazd dla poczty, dlatego kierownicę zamontowano z prawej strony.
Zbigniew Kopeć w latach 90 przerobił prywatnie auto na elektryczne. Zarejestrowanie w Polsce zajęło mu 4 lata z powodu niezrozumienia tematu u urzędników.
W 2012 roku polska firma Arkus & Romet Group wprowadziła na rynek montowany w Polsce miejski samochód elektryczny Romet 4E chińskiej firmy Yogomo o zasięgu ok. 100 km.
W 2016 roku pojawiła się koncepcja produkcji polskiego samochodu elektrycznego pod nazwą Izera i została zarejestrowana spółka ElectroMobility Poland odpowiedzialna za ten projekt. Pierwszy prototyp powstał w 2020 roku; Budowa fabryki planowana jest na 2024 rok, a początek produkcji planowany jest na 2025 rok.
Rząd ostatecznie likwiduje projekt samochodu Izera (wiadomość z 19 grudnia 2024 w Wikinews)
Jednym z bardziej zaawansowanych projektów polskiego samochodu elektrycznego jest Vosco S106 DV. Został on w całości zaprojektowany i zbudowany w Fabryce Samochodów Osobowych Syrena w Kutnie. Pierwszych 5 aut powstało na przełomie 3 i 4 kwartału 2019 roku, a kolejnych 5 w 2020 roku. Vosco S106 będzie bazować na homologacji spalinowej wersji, która została już uzyskana.
W 2021 w rozpoczęła się produkcja pilotażowa polskiego mikrosamochodu elektrycznego Triggo, który miał zmienną szerokość rozstawu kół. Jego prędkość maksymalna to 90 km, zasięg na jednym ładowaniu do 100 km; Auto posiada wymienne baterie. W 2022 na skutek nieuzyskania homologacji projekt został zawieszony.
W 2023 firma ze Zgorzelca zapowiedziała małoskalową produkcję seryjną elektrycznych aut dostawczych; jej model eVANpl posiada dopuszczenia do ruchu.